# Urgleptes debilis
Urgleptes debilis là một loài bọ cánh cứng trong họ Cerambycidae.